# Marimatha furcata
Marimatha furcata är en fjärilsart som beskrevs av Walker 1857. Marimatha furcata ingår i släktet Marimatha och familjen nattflyn. Inga underarter finns listade i Catalogue of Life.